# Vanessa haronica
Vanessa haronica är en fjärilsart som beskrevs av Moore 1879. Vanessa haronica ingår i släktet Vanessa och familjen praktfjärilar. Inga underarter finns listade i Catalogue of Life.